# Aktion Gildemeester

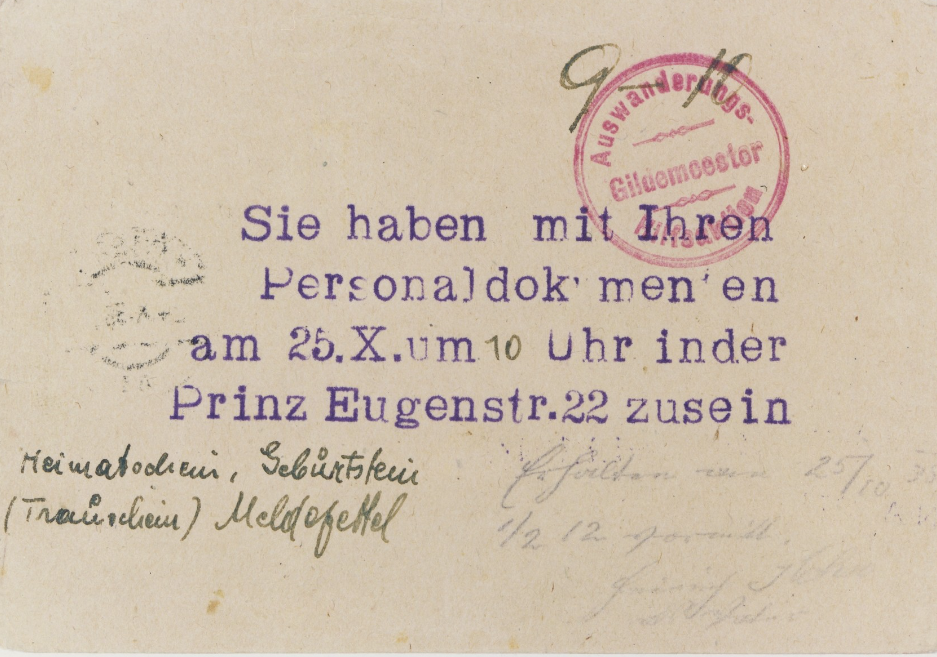
Postkarte der Gildemeester Auswanderungs-Hilfsaktion 1938

Die Aktion Gildemeester war eine vom 13. März 1938 bis 1. Januar 1940 von Frank van Gheel-Gildemeester in Wien und Rom eingerichtete differenziert zu betrachtende Hilfsorganisation, die nach Meinung einiger Historiker die forcierte Vertreibung der jüdischen Bevölkerung insbesondere den organisierten Vermögensentzug der Auswanderungswilligen betrieb. Nach Meinung der Gründer, wurde die Auswanderungs-Hilfsaktion Gildemeester ins Leben gerufen, „um die planmäßige Auswanderung aller Nichtarier, ohne Unterschied der Konfession, entsprechend der gesetzlichen Vorschriften, durchzuführen. Die Gründer dieser Aktion waren Juden aller Konfessionen, welche sofort bei Gründung von den zuständigen Behörden, um Beistellung eines Kontrollorgans ersuchte. Diesem Ersuchen wurde stattgegeben. In mühevoller Aufbauarbeit gelang es den Funktionären mit dem Stab begeisterter Mitarbeiter, welche alle ehrenamtlich tätig waren, eine umfangreiche Organisation aufzubauen, welche dem Ziel, ein segensreiches ausgleichenden Wirkens für die Nichtarier, durch die ideale Zusammenarbeit, nahegekommen ist. Im ersten Jahr der Tätigkeit wurde 30.000 Menschen die Ausreise ermöglicht und 2.000.000 Millionen Reichsmark an Reisezuschüsse ausgezahlt“. Die Aktion Gildemeester hatte anfangs seinen Standort in Wien 1, Kohlmarkt 8 und wurde im Frühjahr 1939 in die Wollzeile 7 verlegt.

„Die Aktion » Gildemeester « ist der Meinung, dass man schon im Krieg den Frieden vorbereiten Muss“

## Vorbemerkungen
Die Aktion stand im Wesentlichen nichtgläubigen, vermögenden Juden offen, die sich verpflichten mussten, ihr gesamtes Vermögen einer treuhänderischen Verwaltung zu übergeben, die eine vom Regime beauftragte Bank übernahm. 10 % ihres Vermögens mussten die Teilnehmer der Aktion dabei an den sogenannten Gildemeester-Fonds zahlen, aus dem Fahrkosten für ärmere Juden bezahlt wurden. Weitere 5 % des Vermögens wurden als Spesen für den Verwaltungsaufwand einbehalten. Neben den sehr hohen Ausreisekosten mussten die Auswanderungswilligen jedoch auch noch für weitere Spesen und Steuern (z. B. die Judenvermögensabgabe, nicht aber, wie Reichsdeutsche, für die Reichsfluchtsteuer) aufkommen, sodass den Teilnehmern im Schnitt nur noch 30 % ihres Vermögens blieben, wenn sie in Palästina ankamen.
Insgesamt dürften zwischen 120 und 180 „Fälle“, je „Fall“ in der Regel mehrere Personen, an der Aktion Gildemeester teilgenommen haben, die durch ihre Fondseinzahlungen Reisekostenzuschüsse für mehr als 4000 auswanderungsbereite Juden finanzierten.

## Geschichte

### Die Organisation der jüdischen Auswanderung im Deutschen Reich
Der „Aktion Gildemeester“ ging das sogenannte Ha’avara-Abkommen voraus, ein Handelsabkommen des Reichswirtschaftsministeriums mit jüdischen Institutionen und Banken. Die Tatsache, dass ab 1933 zunehmend Juden nach Palästina auswanderten, zog verstärkt Devisen aus Deutschland ab. Um diesen Vermögenstransfer einzuschränken, verband das Wirtschaftsministerium den Vermögenstransfer mit dem Verkauf deutscher Waren in Palästina. Im Wesentlichen wurde die Aktion finanziert, indem Juden Geld auf Sperrmarkkonten einzahlten und dann in Palästina das Geld ausgezahlt bekamen, das durch den Verkauf deutscher Waren in Palästina erwirtschaftet wurde. Als Treuhandfirma wurde hierzu in Berlin die „Palästina-Treuhandstelle zur Beratung deutscher Juden G. m. b. H.“ (Paltreu) gegründet. Das Ha'avara-Abkommen wurde im August 1933 geschlossen und bestand bis zum 3. September 1939.
Insgesamt wurde ein Vermögen von 139,6 Millionen Reichsmark transferiert und etwa 50.000 Juden wanderten über das Abkommen aus. Leistbar war diese Auswanderung aber nur für Juden mit entsprechendem Kapital. Des Weiteren war eine sachkundige Organisation und Devisenfreigabe der Reichsbank nötig. Für die Auswanderung in andere Länder wurde zusätzlich am 24. Mai 1937 eine der Paltreu ähnliche Organisation geschaffen, die „Allgemeine Treuhandstelle für die jüdische Auswanderung G. m. b. H.“ (Altreu). Hier wurden Auswanderern auch mit geringerem Einkommen gegen einen 50 % Kursabschlag Devisenkontingente zugeteilt. Bereits am 17. Dezember 1937 wurde jedoch das Altreu-Verfahren vom Warentransfergeschäft abgetrennt. Wohlhabende Auswanderer mussten nun ihr gesamtes Vermögen der Altreu übergeben und erhielten danach nach einem höheren Kursabschlag, jedoch losgelöst vom Warenexport, Devisen. Den Geldüberschuss stellte die Altreu in einem Fonds nicht vermögenden jüdischen Auswanderern zur Verfügung.

### Pläne für jüdische Auswanderung nach dem Anschluss Österreichs
Im Judenreferat des SD stand bereits Ende des Jahres 1937 fest, dass die in drei Systemen bestehenden Auswanderungsmodalitäten zentralisiert und unter „arische“ Leitung gestellt werden sollten. Beste Gelegenheit dies zu verwirklichen bot der „Anschluss“ Österreichs 1938, da dort zunächst keines der drei Verfahren zur Verfügung stand. Die Auswanderungssituation im Altreich war, im Gegensatz zur „Ostmark“ recht gut, so dass zionistische Organisationen die Übertragung der bestehenden Auswanderungsverfahren auf das Gebiet Österreichs auszudehnen versuchten. Dies wurde jedoch abgelehnt. Nur die Altreu sollte nach den Plänen des SD ausgeweitet und auf das Gebiet Österreichs ausgedehnt werden. Ziel war es, das erprobte Ha'avara-System zu nutzen und jeglichen Vorteil für Juden, abgesehen von der Auswanderung, auszuschalten.

### Der Entzug „jüdischen“ Vermögens nach dem „Anschluss“
Nach dem Anschluss Österreichs hatte das „Referat Judentum“ der Wiener Gestapo die Sicherstellung und Kontrolle jüdischen Vermögens übernommen. Ein Unterreferat befasste sich mit der Ausforschung, Sicherstellung und Beschlagnahme von jüdischem Vermögen (Konten, Versicherungs-Policen, Kunstwerke und Schmuck). Die in den ersten Wochen erfolgte „wilde Arisierung“ sollte in kontrollierte Bahnen gelenkt werden. Dazu wurde am 26. April 1938 die „Verordnung über die Anmeldung des Vermögens von Juden“ veröffentlicht, wozu die Vermögensverkehrsstelle geschaffen wurde, die den Stand des jüdischen Vermögens zum Stichtag des 27. Aprils 1938 erfasste. Jeder Jude (nach den Nürnberger Rassegesetzen) und jede Person mit einem jüdischen Ehepartner musste ihr gesamtes Vermögen deklarieren, sofern es über 5.000 RM lag. Darunter fielen Grundstücke, land- und forstwirtschaftliches Vermögen, Betriebe, Kapitalvermögen und Forderungen, Versicherungen, Edelmetalle, Schmuck und Hausrat (inkl. Kunstwerke) sowie Ansprüche aus aktiven oder beendeten Dienstverhältnissen. Bis zum Sommer 1938 gingen ca. 50.000 Meldungen ein. Ende November 1938 waren es 135.750 Erklärungen. Zudem erließ die Devisenbehörde hunderte Verordnungen, die die Mitnahme des Vermögens stark einschränkten. Die wichtigste war die Reichsfluchtsteuer, die alle Personen mit einem Jahreseinkommen über 30.000 ÖS zwischen 1931 und 1938 bzw. einem Vermögen von über 50.000 RM per 1. Januar 1938 betraf, die ihren Hauptwohnsitz außerhalb des Deutschen Reiches verlegten. Sie mussten 25 % an Steuern zahlen. Hinzu kamen die zahlreichen kommissarischen Verwalter von jüdischen Betrieben, die zu allen Rechtshandlungen inklusive eines Verkaufes berechtigt waren.

## Die Gründung der „Aktion Gildemeester“
Ihren Ursprung fand die „Aktion Gildemeester“ im Umfeld des Wiener Privatbankhauses Reitler & Co., dessen Gesellschafter Emil Reitler (1886–1949) und Mitgesellschafter Moriz Kuffner (1854–1939). Nach Hausdurchsuchungen und Beschlagnahmungen bei den beiden sowie anderen Geschäftspartnern, sowie Verhaftungen von Geschäftspartnern wurde von den Gesellschaftern beschlossen, die Bank zu liquidieren und Österreich zu verlassen. Die Bank wurde daher am 17. März still liquidiert, als Liquidator war die benachbarte kleine Privatbank Kathrein & Co vorgesehen. Als Urheber des Gedenkprotokolls für die Stilllegung der Reitler-Bank trat erstmals auch die Anwaltskanzlei Dr. Heinrich Gallop in Erscheinung. Etwa zur gleichen Zeit ließ auch die Familie Zuckermann, die mit Reitler in verwandtschaftlicher Beziehung stand, ihr unternehmerisches Vermögen von Gallop liquidieren. Später wurde Gallop von den Behörden auch in die Transaktionen rund um den Verkauf der Kuffnerschen Brauerei miteinbezogen. Bereits Mitte März 1938 hatte sich eine kleine Gruppe jüdischer Persönlichkeiten, darunter der Industrielle Arthur Kuffler, der Rechtsanwalt Dr. Georg Breuer und Hermann Fürnberg an den Niederländer Frank van Gheel-Gildemeester gewendet, der bereits in der Zwischenkriegszeit zahlreiche Hilfsaktionen in Österreich und Deutschland geleitet hatte. Die jüdische Delegation machte Gildemeester Vorschläge für eine geordnete Emigration Wiener Juden. Kuffler, ausgestattet mit zahlreichen internationalen Kontakten, wurde Repräsentant der Hilfsaktion. Das „Gildemeester-Auswanderungsbüro“ dürfte bereits Ende März 1938 seine Tätigkeit aufgenommen haben. Mehreren Aussagen zufolge trug aber nicht Gildemeester die Aktion, sondern diente nur als Strohmann. Insbesondere Fürnberg dürfte die Arbeit anfangs organisiert haben. Bereits in den ersten beiden Tagen der Eröffnung des Büros meldeten sich etwa 7.000 auswanderungswillige Bürger. Gildemeester wandte sich in der Folge an die Kanzlei Gallop mit dem Angebot, Einwanderungsvisen für 10.000 jüdische Bürger besorgen zu können, ein Vorschlag, den Gallop an das Büro Otto Eberhardts weitergeleitet haben soll. Eberhardt, thüringischer Staatsrat und NSDAP-Gauwirtschaftsberater, war mit der Liquidierung jüdischer Privatbanken beauftragt worden.
Im April oder Mai wurde in die Durchführung der Aktion das Grazer Bankhaus Krentschker eingebunden, das bereits in der Zwischenkriegszeit als Drehscheibe für Förderung illegaler Nationalsozialisten mit deutschem Kapital fungiert hatte. Um die Aktion Gildemeester abwickeln zu können, beantragte das Bankhaus die Errichtung einer Filiale in Wien, die Ende April 1938 genehmigt wurde. Am 30. Mai wurde das Bankhaus schließlich zum treuhänderischen Vermögensverwalter der Aktion Gildemeester vom Staatskommissar in der Privatwirtschaft beim Ministerium für Wirtschaft und Arbeit beauftragt. Da dem Bankhaus jedoch das notwendige Personal fehlte, übernahm es das jüdische Bank- und Wechselhaus Langer & Co.

### Organisationsstruktur der „Aktion Gildemeester“
98 Angestellte und freiwillige Mitarbeiter
- Präsidium
- Generalsekretariat
- Büroleitung
- Vermögensberatung und Übernahme nichtarischer Vermögen in den Auswanderungsfonds
  - Personalreferat
  - Hausverwaltung
  - Buchhaltung
  - Kasse
  - Korrespondenz
  - Registratur
- Auswanderungsberatung, (nach Ländern getrennt)
- Abteilung zur, Unterbringung von Hausgehilfinnen nach England
- Kindertransport-Abteilung
- Abteilung für die Gewährung von Reisekosten-Zuschüssen
- Beratung für Ärzte
- Abteilung für Pass- und Dokumentenbesorgung
  - Verkauf von Fragebogen und anderen Formularen,
  - Dokumentenkontrolle, Vorvidierung für die Zentralstelle für jüdische Auswanderung.
  - Abteilung zur Vorarbeit bei der Devisenstelle (Mitgepäck, Umzugsgut, Reisegepäck)
- Abteilung zur Besorgung von Dokumenten, für Schutzhäftlinge in Buchenwald und Dachau
  - Haftfürsorge
- Beglaubigungsabteilung (Vidierungsabteilung) in der Zentralstelle für jüdische Auswanderung
- Studienbüro (in diesem Büro arbeiten ausschließlich Ingenieure und Techniker zur Vorbereitung der von uns in Äthiopien projektierten Groß-Siedlung)
- Hausdruckerei
- Tischlerei- und Schlossereiwerkstätte
- Hauskantine (Bedürftigen- und Personalspeisung)
- Kinderheim in Laa bei Neulengbach für 150 Kinder
- Altersheim in Vorbereitung
- Umschulungskurse[1]

### Der Beginn der „Aktion Gildemeester“ und dessen Zuständigkeitsbeschränkung

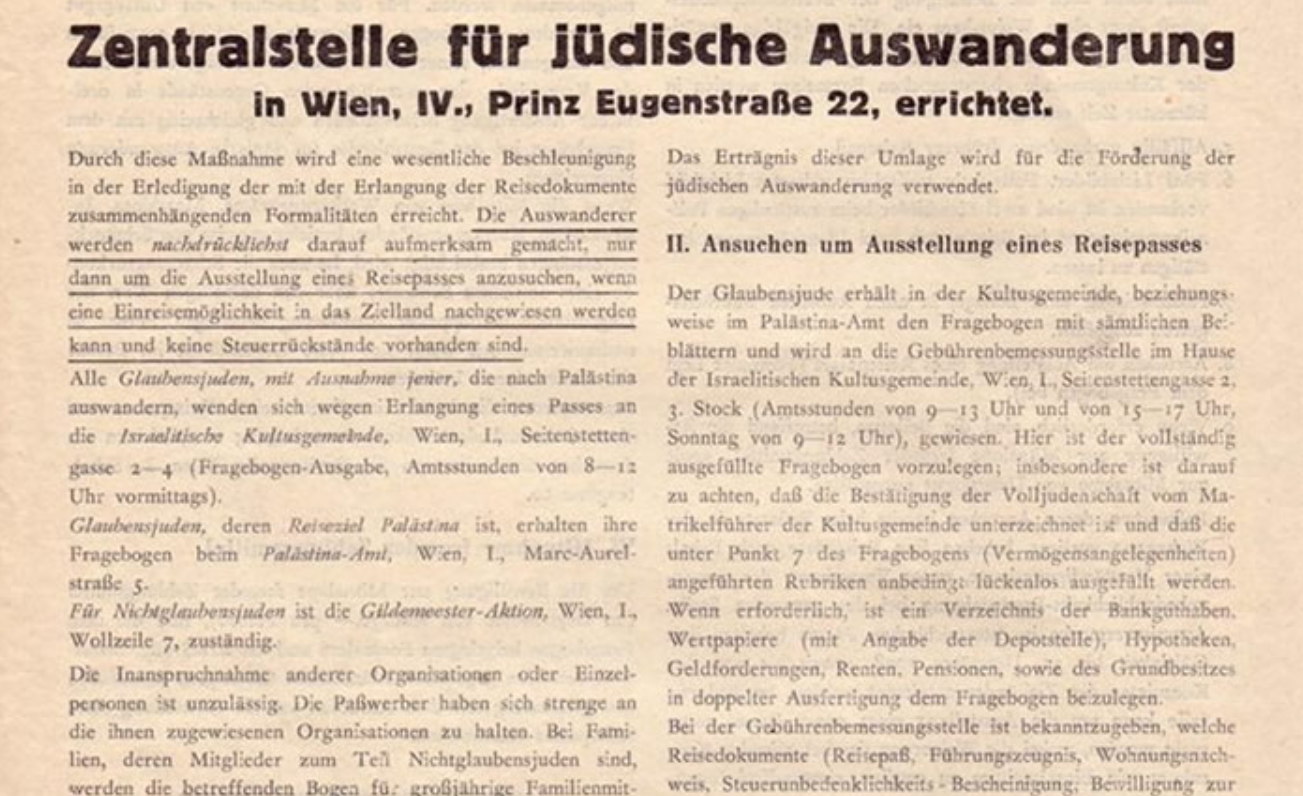
Zeitungsausschnitt Zentralstelle für jüdische Auswanderung in Wien

Die Nachricht über die Genehmigung der Ausdehnung der Aktion auf einen größeren Adressatenkreis erreichte erstmals am 11. Mai 1938 eine breitere Öffentlichkeit. Demnach waren Reichskommissar Josef Bürckel und die Israelitische Kultusgemeinde übereingekommen, dass jährlich 25.000 Juden aus Wien abwandern sollten. Die Auswanderungsschwierigkeiten für konfessionslose und konvertierte Juden, die nicht der Israelischen Kulturgemeinde angehörten, begründete sich daraus, dass sie nicht organisiert waren und nach den Nürnbergern Rassengesetzen auch als „vollwertige Juden“ galten. Josef Bürckel war im August 1938 dafür Verantwortlich, dass die Aktion Gildemeester auf die Zuständigkeit für „Nichtglaubensjuden“ beschränkt wurde. Hierzu sollte ein Fonds gegründet werden, der von reichen Juden dotiert werden sollte, und aus dem Juden besondere Kredite für die Auswanderung erhielten. Zur Überwachung der Arisierungsfälle über 100.000 RM ließ Keppler, ein Bevollmächtigter Hermann Görings, seinen Vertrauten Eberhardt nach Wien berufen. Die Konstruktion der Aktion Gildemeester wird beispielsweise auch an der Abwicklung der Arisierung des Besitzes von Moritz und Stephan Kuffner deutlich: Sie mussten ihr Vermögen einem Treuhänder übergeben, um ihre Ausreise aus Österreich zu erreichen. Die getroffene Lösung wurde jedoch durch die Verhaftung der beiden durch die Gestapo beinahe zunichtegemacht. Schließlich wurde jedoch erreicht, dass sich die Gestapo für die Gildemeester-Fondskonstruktion gewinnen ließ. Zahlreiche Juden hatten nämlich bereits Ausreisepapiere und Einreisegenehmigungen für die Aufnahmeländer. Das fehlende Reisegeld sollte aus dem Fonds kommen. Die Kuffners traten schließlich der Aktion Gildemeester bei und verpflichteten sich, 10 % ihres Vermögens dem Fonds zur Verfügung zu stellen. Weitere 10 % sollten in einen Arisierungsfonds fließen, 15 % der Gestapo abgetreten werden. Nicht inbegriffen war in diesen Beträgen die zu zahlende Reichsfluchtsteuer für die Familien der Kuffners.

## Die Abwicklung der „Aktion Gildemeester“

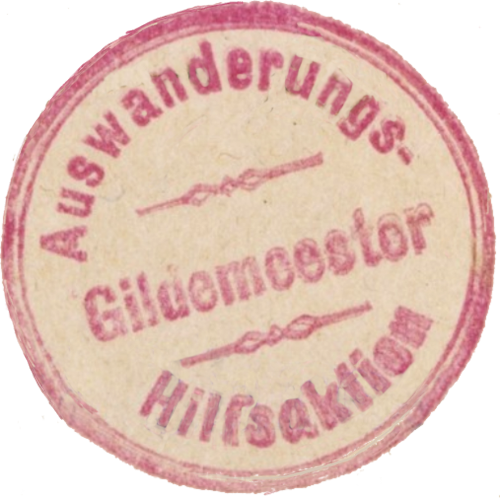
Stempel der Auswanderungs Hilfsaktion Gildemeester (Bildausschnitt)

Die Aufnahme in die Aktion Gildemeester verlief nach einem bestimmten Schema. Jüdische Bürger, die auswandern wollten, wandten sich zunächst an das „Gildemeester-Hilfsbüro“, wo die Passbewerber zunächst an die Kanzlei Gallop, später an die Kanzlei Rajakowitsch verwiesen wurden. Schon zuvor mussten die Ausreisewilligen sich bereit erklären, 10 % ihres Vermögens an den Auswanderungsfonds abzugeben. Danach wurde das Vermögen von der Bank in eine Inventarliste eingetragen, die wesentlich detaillierter als jene der Vermögensverkehrsstelle war. Neben dem Vermögen musste auch der finanzielle Bedarf bis zur und im Verlauf der Reise sowie allfällige Steuern bekanntgegeben werden. Nach diesen Aufstellungen und der Bonitätsprüfung durch die Bank wurde der Passbewerber, sofern die Bank das Vermögen als ausreichend erachtete, zur Unterschriftsleistung aufgefordert, durch die er sein Vermögen treuhänderisch der Bank übergab. Weiters verpflichtete sich der Passbewerber, 10 % seines Vermögens an den Gildemeesterfonds abzuführen. Weitere 5 % wurden an Verwaltungs- und Durchführungskosten verrechnet. Hinzu kamen etwaige fremde Spesen. Vom Erstantrag bis zur Aufnahme in den Fonds konnten mehrere Monate vergehen, letztlich entschied jedoch die Gestapo über die jeweilige Aufnahme. Wurde die Aufnahme eines Passbewerbers von der Gestapo bestätigt, so stand er in der Folge unter deren Schutz. Die Verwaltung und Verwertung des Vermögens der Passbewerber oblag dabei ausschließlich dem beauftragten Bankhaus und dessen Mitarbeitern. Alle anderen Aufgaben, wie die Befreiung von Inhaftierten, Pässen, Visa, Vorbereitung der Auswanderung etc. besorgte das Hilfsbüro Gildemeester.
Eine Teilnahme an der Gildemeester-Aktion war jedoch nur für Juden möglich, die nicht Mitglieder der Israelitischen Kultusgemeinde (IKG) waren. Die Ende August 1938 errichtete „Zentralstelle für jüdische Auswanderung“ leitete schließlich „Glaubensjuden“ an die IKG oder das Palästina-Amt weiter, nichtgläubige Juden wie vorgenannt an die „Aktion Gildemeester“. Im Herbst 1938 spannte Adolf Eichmann beide Organisationen schließlich in der Bearbeitung der Auswanderungsgelegenheiten unter der Oberhoheit der Zentralstelle in Wien in der ehemaligen Villa der Familie Rothschild zusammen. Mit den in den Fonds eingezahlten Budgetmitteln, insbesondere der „Passumlage“, wurden in der Folge Fahrtkostenzuschüsse an mittellose „Nichtglaubensjuden“ gegeben. Insgesamt dürften bis Januar 1939 mehr als 4000 Auswanderer Zuschüsse erhalten haben, im Durchschnitt etwa 120 RM pro Kopf. Auch die zum Jahreswechsel 1938/39 durchgeführten Kindertransporte wurde teilweise aus dem Fondsvermögen gezahlt, ebenso die Flucht nach Shanghai mittels Schiffen, die der chinesische Konsul in Wien, Ho Feng Shan (chinesisch 何鳳山 / 何凤山, 1901–1997) dadurch ermöglicht hat, dass er – gegen den Willen seines Vorgesetzten – zahlreiche Visa nach China ausgestellt hat.
Im März 1939 wurde der Gildemeester Fonds schließlich aufgelöst und in den „Auswanderungsfonds Wien“ überführt.

## Ausgewanderte mit der Hilfe der Aktion Gildemeester
- Siehe auch: Rudolf Hönigsfeld
- Siehe auch: E. Braun & Co.
- Siehe auch: Hedwig Rossi
- Siehe auch: Marianne Stein
- Siehe auch: Robert Braun (Schriftsteller)
- Siehe auch: Geschichte der Juden in Japan#Flucht der Juden vor den Nazis